# (5800) Pollock
(5800) Pollock ist ein Asteroid des äußeren Hauptgürtels, der am 16. Oktober 1982 von dem tschechischen Astronomen Antonín Mrkos am Kleť-Observatorium (IAU-Code 046) bei Český Krumlov entdeckt wurde. Eine vorherige Sichtung des Asteroiden (1971 SA2) hatte es schon 1971 am Krim-Observatorium in Nautschnyj gegeben.
Der mittlere Durchmesser von (5800) Pollock wurde mithilfe des Wide-Field Infrared Survey Explorers (WISE) grob mit 10,779 (±2,645) km berechnet, die Albedo ebenfalls grob mit 0,105 (±0,059).
Der Asteroid gehört zur Themis-Familie, einer Gruppe von Asteroiden, die nach (24) Themis benannt wurde.
(5800) Pollock ist nach Jackson Pollock (1912–1956) benannt, einem US-amerikanischen Maler des Abstrakten Expressionismus der New York School. Die Benennung erfolgte auf Vorschlag der tschechischen Astronomin Jana Tichá durch die Internationale Astronomische Union (IAU) am 11. November 2000.